# Гамбург-Отмаршен
Отмаршен (нім. Othmarschen) — частина району Альтона вільного та ганзейського міста Гамбург. Відноситься до передмість Ельби (нім. Elbvororte). Перші згадки про Отмаршен датуються 1317 роком. У 1938 році, за часів нацистської Німеччини, після прийняття «Закону Великого Гамбурга» (нім. Groß-Hamburg-Gesetz) Отмаршен (у складі Альтони) був об'єднан з Гамбургом.